# Power (album)
 For alternative betydninger, se Power. (Se også artikler, som begynder med Power)
Power er et musikalbum fra 1988 af soul/funk-bandet Tower of Power. Albummet indeholder 9 numre.